# 膠帶

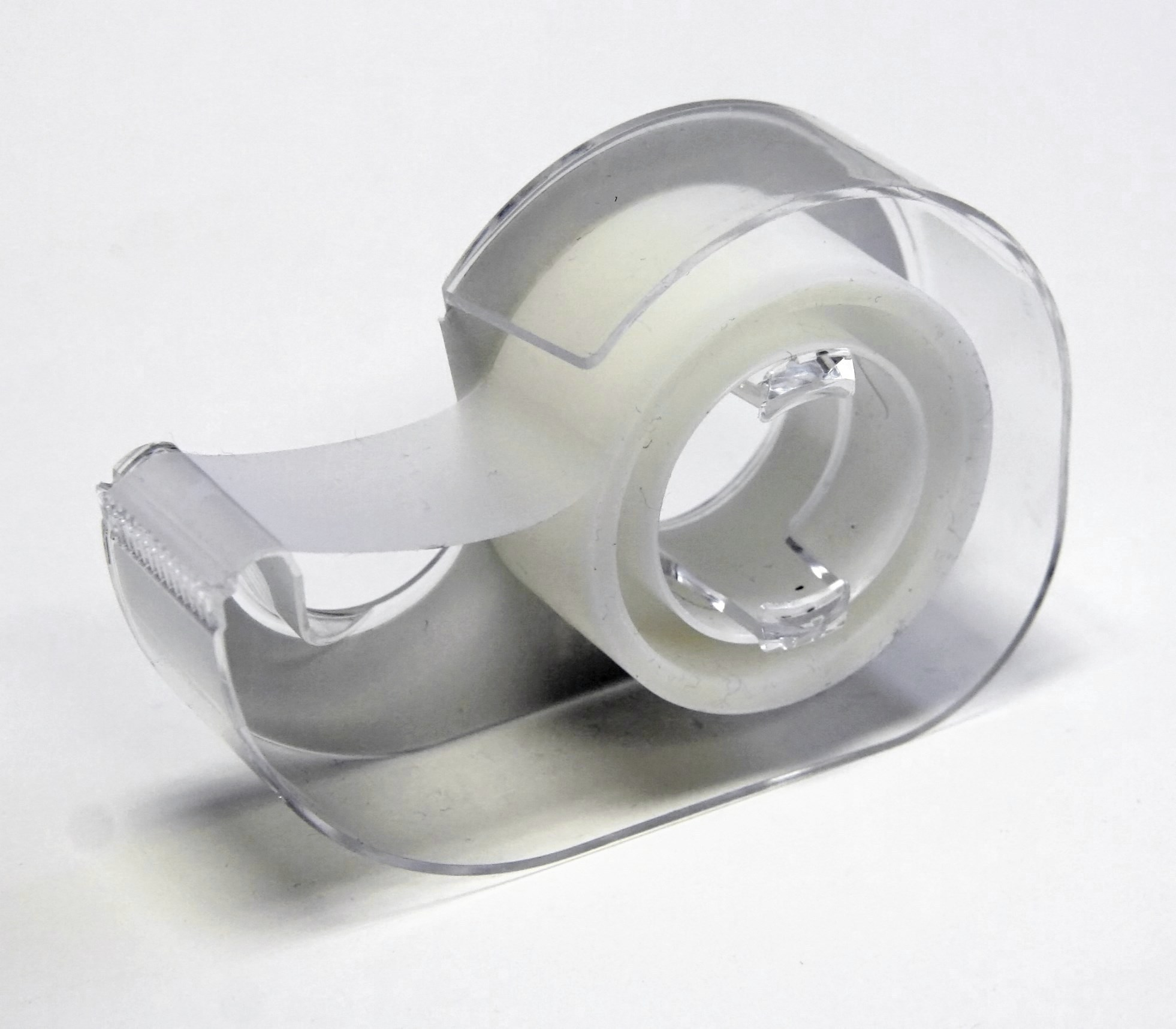
一捲常見的文書膠帶被安裝在膠帶台裡，通过在鋸齒台施壓切斷的方式使用

膠帶，又名膠條、膠紙、膠布、膠帶紙等，是一種塗有黏合劑背襯的組合材料，通常是長條並卷起，以施壓拉扯的方式切斷成一小段使用。依据黏合劑的不同和表面材料不同，分為多種類型，而其單位通常是以「捲」來計算。其制做方式為在原膜的基礎上經過高壓電極使一面表面粗糙後塗上膠水後經過經過剪裁分成小卷就是我們日常使用的膠帶。膠帶的黏合劑通常是丙烯酸膠，其主要成分是乙酸仲丁酯。

## 歷史
膠帶的重要组成元素：壓敏膠黏劑是在1845年由一位外科醫生霍瑞斯·戴（Horace Day）所發明的，1901年，德國藥劑師及企業家奥斯卡·特羅普洛維茨（Oskar Troplowitz）替拜爾斯道夫公司發明了叫做“ Leukoplast”的黏性貼片。

## 絕緣膠帶

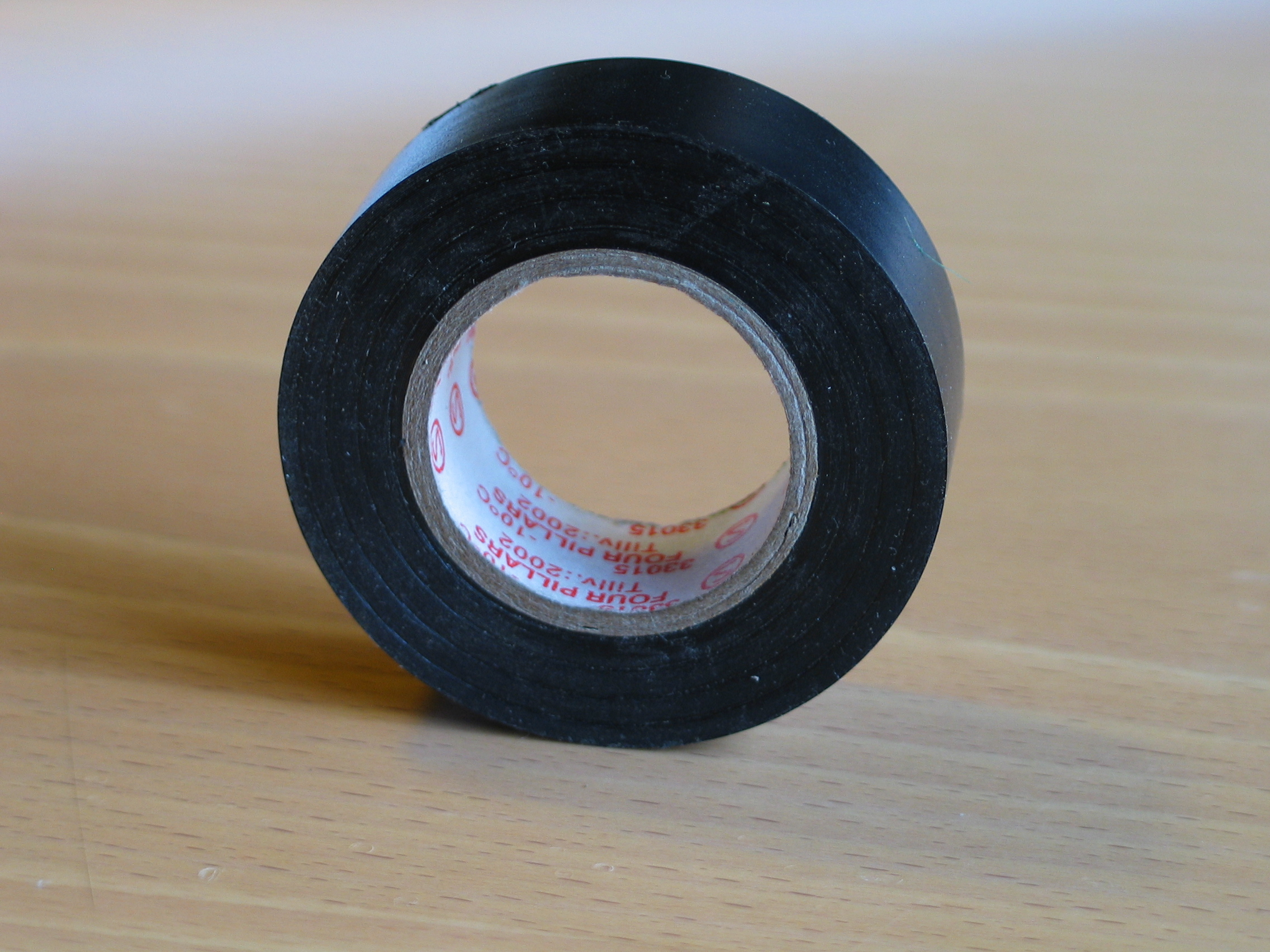
絕緣膠帶

又稱電工膠帶、電火布、電線膠布，用於絕緣電線和其他導電材料。

## 泡棉膠帶

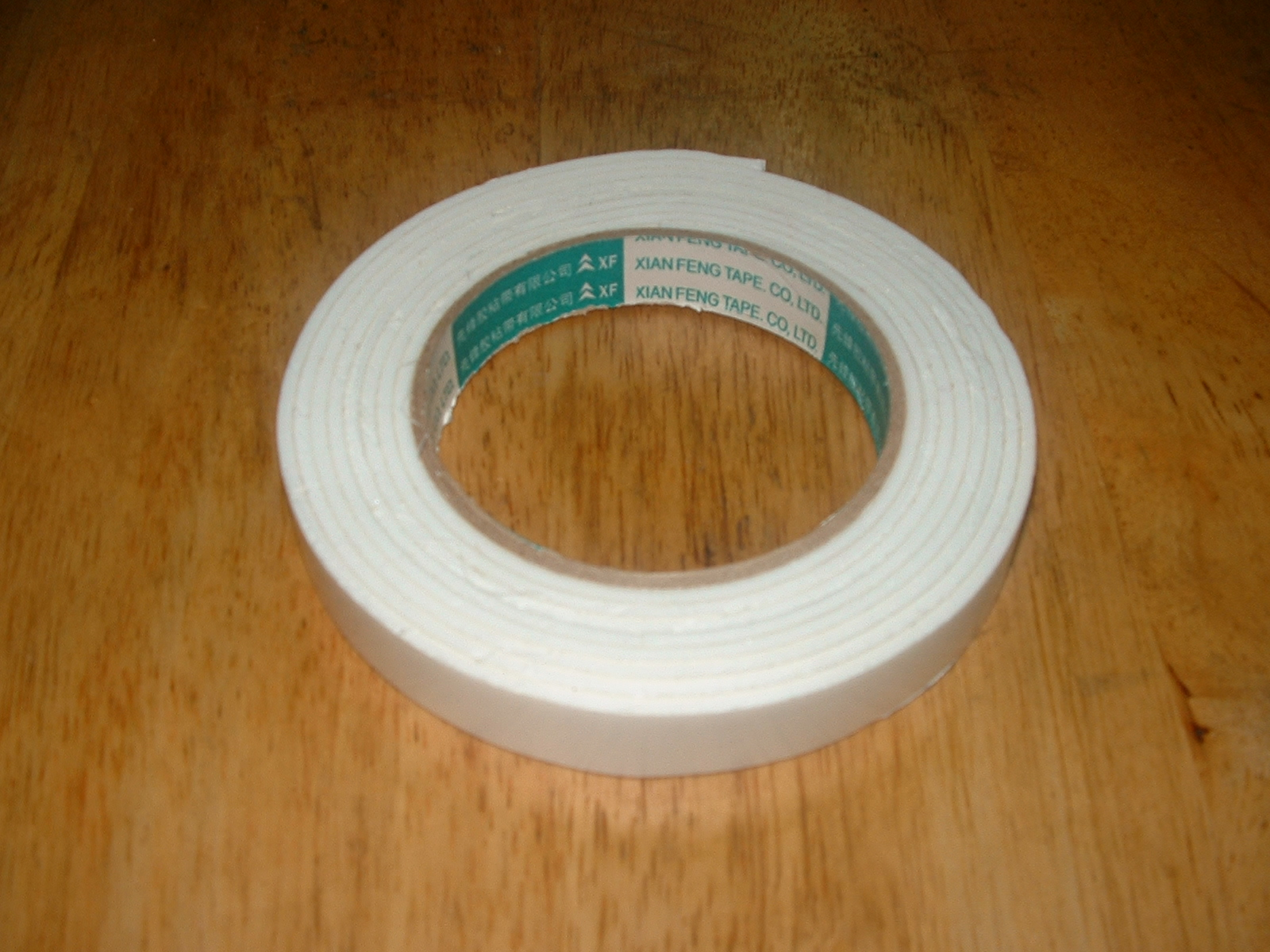
泡棉膠帶

泡棉膠帶可以補償不平整並吸收衝擊、吸隔音、隔熱、墊片，保護作用。泡棉黏合墊用於黏貼較輕的物品。

### 壓克力泡棉膠帶
壓克力泡棉膠帶做為基材，是一種具有黏彈性且在各種表面上具有特別良好的黏合性能的膠帶。
傳統的泡棉膠帶僅在頂部和底部有一層薄薄的黏合膜，而壓克力泡棉膠帶完全由黏合劑組成。其基礎是丙烯酸膠發泡製作而成，根據要求提供額外的黏合膜。壓克力泡棉膠帶的這種特殊結構使膠帶能夠流入待黏合表面並與基材發生物理相互作用。它不會硬化，但仍保持柔韌性並可實現 100% 潤濕。夾層結構可以以任何方式組合。它使壓克力泡棉膠帶能夠繼續吸收能量並補償應力。雙面膠帶可拉伸至其厚度的 50%，而不會撕裂或剝落。

## 紙膠帶

### 紙膠帶
紙膠帶上塗有一層幾乎看不見的橡膠塗層，與水接觸後會啟動。紙膠帶傳統上用於密封紙板箱及包裝禮物，不少商家也會製作印有自家logo的客製紙膠帶，包裝商品的同時一邊做宣傳附帶簡易防盜。採用牛皮紙作為載具材料。黏合劑由阿拉伯樹膠或馬鈴薯澱粉組成，這使得膠帶被認為是環保的。在一些變體中，帶子透過嵌入的玻璃纖維線來增強。
也有用在裝飾手帳，將生硬死板的記事本、行事曆裝飾一番，會更有執行新計劃的動力。

### 遮蔽膠帶(美紋膠帶)

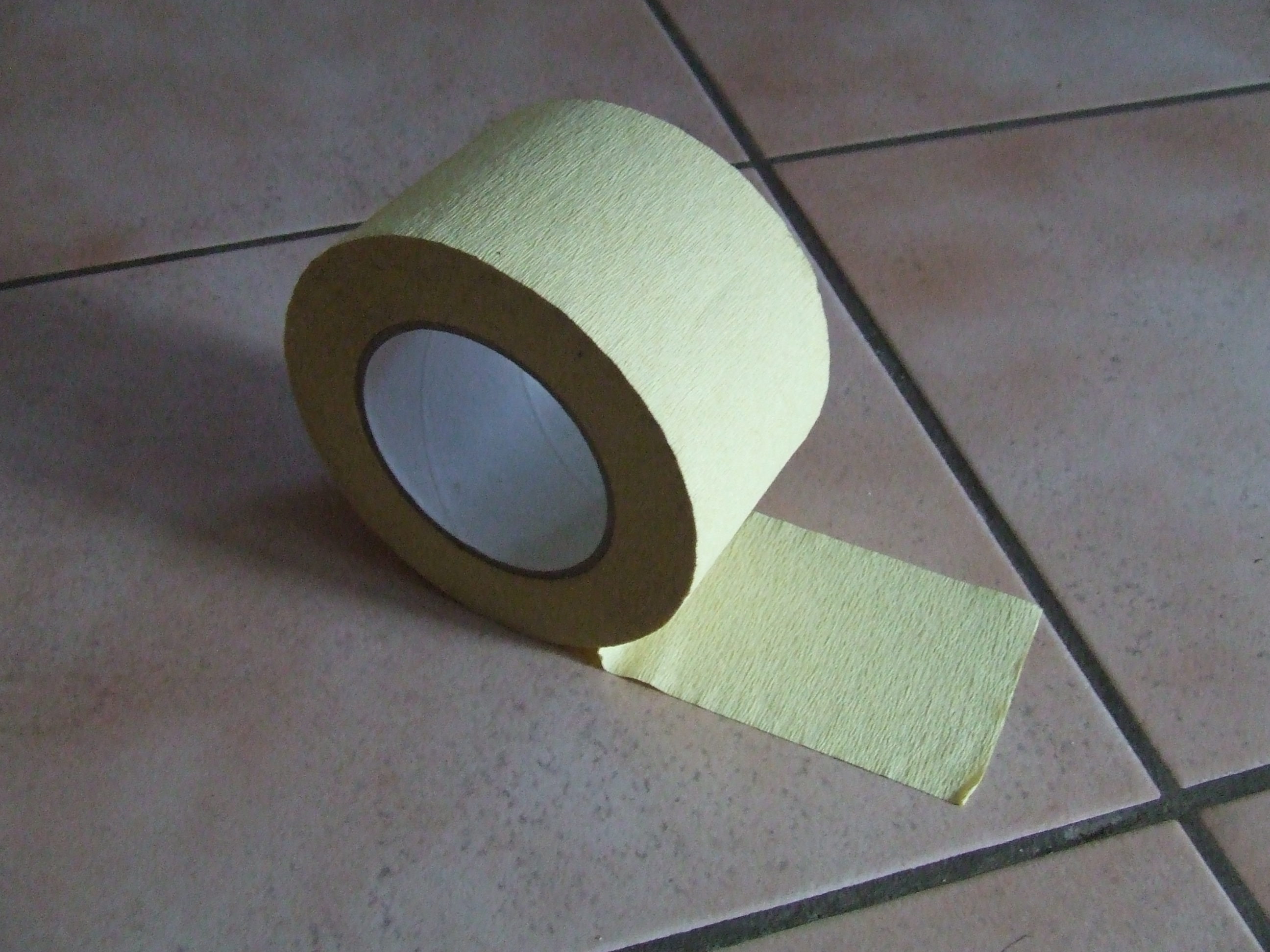
一捲遮蔽膠帶

遮蔽膠帶(美紋膠帶)，主要用於遮蓋窗框和門框或其他物體，以保護它們免受塗料的影響。
油漆工可以在大多數表面（耐磨油漆牆、壁紙、瓷磚、電燈開關、門窗框）上使用後立即乾淨地去除，不會留下任何殘留物。時間越長，膠帶與表面的黏合力就越強，因此當移除時，遮蓋表面的部分（紙纖維、油漆、清漆、木碎片）可能會被撕下。在這些情況下，它可以幫助以銳角拉下膠帶。隨著時間的推移，膠帶會變硬，直到只能用抹刀將其移除。
塗上厚塗漆以及細灰泥、刷灰泥、漿料和類似塗料，這些塗料對錶面的黏附力很弱，則在乾燥之前，也應以遠離塗層表面的角度將膠帶撕下，以免撕裂。